# Zasada Huygensa

Ilustracja zasady Huygensa

Zasada Huygensa – zasada stosowana do określenia rozchodzenia się fali w ośrodku, mówiąca, iż każdy punkt ośrodka, do którego dotarło czoło fali, można uważać za źródło nowej fali kulistej. Wypadkową powierzchnię falową tworzy powierzchnia styczna do wszystkich powierzchni fal cząstkowych i ją właśnie obserwuje się w ośrodku.
Sformułowana przez Christiaana Huygensa w 1678 roku. Fresnel uzupełnił zasadę Huygensa, dodając, że fale wytworzone przez punkty, do których dotarła fala, zwane są falami cząstkowymi, interferują ze sobą, tworząc falę.
Zasada Huygensa nie określa amplitudy fali. W ogólnym przypadku amplituda ta będzie zależała od geometrii układu i kierunku, w którym fala się porusza. Na przykład jeżeli na drodze fali znajdzie się przeszkoda z pojedynczym otworem, wówczas, jak zauważył Gustav Kirchhoff, amplituda fali będzie największa w tym kierunku, w którym fala pierwotnie się rozchodziła. Kirchhoff podał przybliżony wzór opisujący zmianę amplitudy {\displaystyle A} w funkcji kąta {\displaystyle \theta }.
{\displaystyle A(\theta )={\frac {1}{2}}A_{0}(1+\cos \theta ).}
Zjawisko uginania się fali na przeszkodach, wynikające z zasady Huygensa, nazywa się dyfrakcją.

Załamanie fali na granicy ośrodków wyznaczone z zasady Huygensa
Dyfrakcja fali wyjaśniona za pomocą zasady Huygensa